# Grekland i olympiska sommarspelen 1920
Grekland deltog med 57 deltagare vid de olympiska sommarspelen 1920 i Antwerpen. Totalt vann de en medalj och slutade på nittonde plats i medaljligan.

## Medaljer

### Silver
- Alexandros Theofilakis, Ioannis Theofilakis, Georgios Moraitinis, Georgios Vaphiadis och Iason Zappas - Skytte, 30 m militärpistol lag